# Never Too Late (pesem, Kylie Minogue)
»Never Too Late« je pop–dance pesem, ki jo je napisala in producirala skupina britanskih tekstopiscev Stock Aitken Waterman za drugi glasbeni album avstralske pevke Kylie Minogue, Enjoy Yourself (1989).

## Informacije o pesmi
Kylie Minogue je želela pesem »Never Too Late« izdati kot tretji singl s svojega albuma, a je Pete Waterman njeno prošnjo zavrnil in pesem kot singl izdal šele oktobra 1989. Čeprav je pesem debitirala šele na sedemnajstem mestu avstralske glasbene lestvice, je skoraj takoj po izidu postala velika uspešnica. Nazadnje je na lestvici zasedla četrto mesto. Ker pa takoj ob izidu ni požel veliko uspeha, je pesem postala prvi singl Kylie Minogue, ki na avstralski glasbeni lestvici ni debitiral na enem od prvih dveh mest, kot je to uspelo vsem njenim sedmim prejšnjim singlom. Kljub temu pa je postal eden od njenih osmih zaporednih singlov, ki so na tej lestvici zasedli eno od prvih petih mest.
B-stran pesmi, naslovljena »Kylie's Smiley Mix«, je bil remix njenih največjih uspešnic z albuma Kylie, in sicer pesmi »I'll Still Be Loving You«, »It's No Secret«, »Je Ne Sais Pas Pourquoi«, »Turn It into Love«, »Got to Be Certain«, »I Should Be So Lucky« in začetek remixa »The Loco-Motion« iz leta 1988. Večji del remixa sta sestavljali pesmi »I'll Still Be Loving You« in »It's No Secret«.

## Videospot
Videospot za pesem »Never Too Late« je režiral Pete Cornish. Vključuje Kylie Minogue, oblečeno v mnoge kostume z njenimi spremljevalnimi plesalci pred raznimi ozadji - med drugim so bili oblečeni v kavbojske kostume, disko obleke, popularne v sedemdesetih, kitajske kostume in ohlapne obleke, tipične za dvajseta leta dvajsetega stoletja.
Videospot je na 32. podelitvi nagrad Logie Awards v Avstraliji leta 1990 prejel nagrado za »najpopularnejši videospot«.
Singl so v Združenem kraljestvu precej promovirali; med drugim se je pojavil v oddaji Des O'Connor Show, ki jo predvajajo ob sobotah zjutraj.
Kylie Minogue je v svoji uradni biografiji leta 1999 dejala, da je bila ta pesem najljubša pesem njenega bivšega fanta, glavnega pevca skupine INXS, Michaela Hutchencea.
Pesem je omenjena tudi v sedmi epizodi druge sezone (»The Idiot's Lantern«) britanske drame Doctor Who, kjer je Doktor, ki ga je zaigral David Tennant, rekel: »Nekoč je neka modra oseba dejala, da ni nikoli prepozno; mislim, da je bila to Kylie.«

## Seznam verzij
CD s singlom
1. »Never Too Late« – 3:21
2. »Never Too Late« (razširjena verzija) – 6:11
3. »Kylie's Smiley Mix« (razširjena verzija) – 6:17

Gramofonska plošča s singlom #1
1. »Never Too Late« – 3:21
2. »Kylie's Smiley Mix« (verzija z gramofonske plošče) – 3:59

Gramofonska plošča s singlom #2
1. »Never Too Late« (razširjena verzija) – 6:11
2. »Kylie's Smiley Mix« (razširjena verzija) – 6:17

Avstralska gramofonska plošča s singlom
1. »Never Too Late« – 3:21
2. »Made in Heaven" (Heavenov remix) – 4:43

Avstralska kaseta s singlom
1. »Never Too Late« (razširjena verzija) – 6:11
2. »Made in Heaven« (Heavenov remix) – 4:43

## Nastopi v živo
Kylie Minogue je s pesmijo »Never Too Late« nastopila na naslednjih koncertnih turnejah:
- Enjoy Yourself Tour
- On a Night Like This Tour (del točke z mešanico njenih največjih uspešnic)
- KylieFever2002 (kasneje odstranjeno s seznama pesmi)

S pesmijo je leta 2001 nastopila tudi v televizijski specijalki An Audience with Kylie.

## Dosežki
| Lestvica (1989)                        | Dosežek |
| -------------------------------------- | ------- |
| Avstralija (ARIA)                      | 14      |
| Nizozemska (Dutch Top 40)              | 20      |
| Evropa (Eurochart Hot 100 Singles)     | 11      |
| Francija (SNEP)                        | 26      |
| Nemčija (Media Control Charts)         | 45      |
| Irska (IRMA)                           | 1       |
| Nova Zelandija (RIANZ)                 | 27      |
| Švica (Schweizer Hitparade)            | 23      |
| Združeno kraljestvo (UK Singles Chart) | 4       |